# Eudorylas stainsi
Eudorylas stainsi är en tvåvingeart som först beskrevs av Hardy 1943.  Eudorylas stainsi ingår i släktet Eudorylas och familjen ögonflugor.
Artens utbredningsområde är Kalifornien. Inga underarter finns listade i Catalogue of Life.